# Lekkoatletyka na Letnich Igrzyskach Paraolimpijskich 2012 – 200 metrów T53 mężczyzn
W biegu na 200 metrów kl. T53 mężczyzn podczas Letnich Igrzysk Paraolimpijskich 2012 rywalizowało ze sobą 22 zawodników. W konkursie udział wzięli sportowcy z uszkodzonym rdzeniem kręgowym, posiadający pełną kontrolę nad rękami, niewielką nad tułowiem i jej pozbawieni nad nogami.

## Wyniki

### Eliminacje
Bieg 1
| Poz. | Zawodnik          | Narodowość        | Rezultat | Uwagi |
| ---- | ----------------- | ----------------- | -------- | ----- |
| 1    | Li Huzhao         | Chiny             | 26,08    | Q, PR |
| 2    | Brent Lakatos     | Kanada            | 26,20    | Q     |
| 3    | Richard Colman    | Australia         | 26,75    | q     |
| 4    | Jung Dong-ho      | Korea Południowa  | 26,94    |       |
| 5    | Jesus Aguilar     | Wenezuela         | 27,69    |       |
| 6    | Zach Abbott       | Stany Zjednoczone | 27,71    |       |
| 7    | Hitoshi Matsunaga | Japonia           | 28,32    |       |

Bieg 2
| Poz. | Zawodnik                   | Narodowość        | Rezultat | Uwagi |
| ---- | -------------------------- | ----------------- | -------- | ----- |
| 1    | Yu Shiran                  | Chiny             | 26,17    | Q     |
| 2    | Ariosvaldo Fernandes Silva | Brazylia          | 26,61    | Q     |
| 3    | Joshua George              | Stany Zjednoczone | 26,76    |       |
| 4    | Brian Siemann              | Stany Zjednoczone | 26,78    |       |
| 5    | Yoo Byung-hoon             | Korea Południowa  | 27,32    |       |
| 6    | Pierre Fairbank            | Francja           | 27,52    |       |
| 7    | Sopa Intasen               | Tajlandia         | 27,97    |       |
| 8    | Jaime Ramirez Valencia     | Meksyk            | 28,78    |       |

Bieg 3
| Poz. | Zawodnik             | Narodowość                   | Rezultat | Uwagi |
| ---- | -------------------- | ---------------------------- | -------- | ----- |
| 1    | Zhao Yufei           | Chiny                        | 26,46    | Q     |
| 2    | Hamad N M E Aladwani | Kuwejt                       | 26,67    | Q     |
| 3    | Mickey Bushell       | Wielka Brytania              | 26,73    | q     |
| 4    | Jun Hiromichi        | Japonia                      | 27,84    |       |
| 5    | Eric Gauthier        | Kanada                       | 28,26    |       |
| 6    | Mohamed Bani Hashem  | Zjednoczone Emiraty Arabskie | 28,39    |       |
| 7    | Pichet Krungget      | Tajlandia                    | 29,11    |       |

### Finał
| Poz. | Zawodnik                   | Narodowość      | Rezultat | Uwagi |
| ---- | -------------------------- | --------------- | -------- | ----- |
| 1    | Li Huzhao                  | Chiny           | 25,61    | PR    |
| 2    | Brent Lakatos              | Kanada          | 25,85    |       |
| 3    | Zhao Yufei                 | Chiny           | 26,00    |       |
| 4    | Mickey Bushell             | Wielka Brytania | 26,32    |       |
| 5    | Yu Shiran                  | Chiny           | 26,46    |       |
| 6    | Hamad N M E Aladwani       | Kuwejt          | 26,50    |       |
| 7    | Richard Colman             | Australia       | 26,67    |       |
| 8    | Ariosvaldo Fernandes Silva | Brazylia        | 26,83    |       |